# BRM Type 15

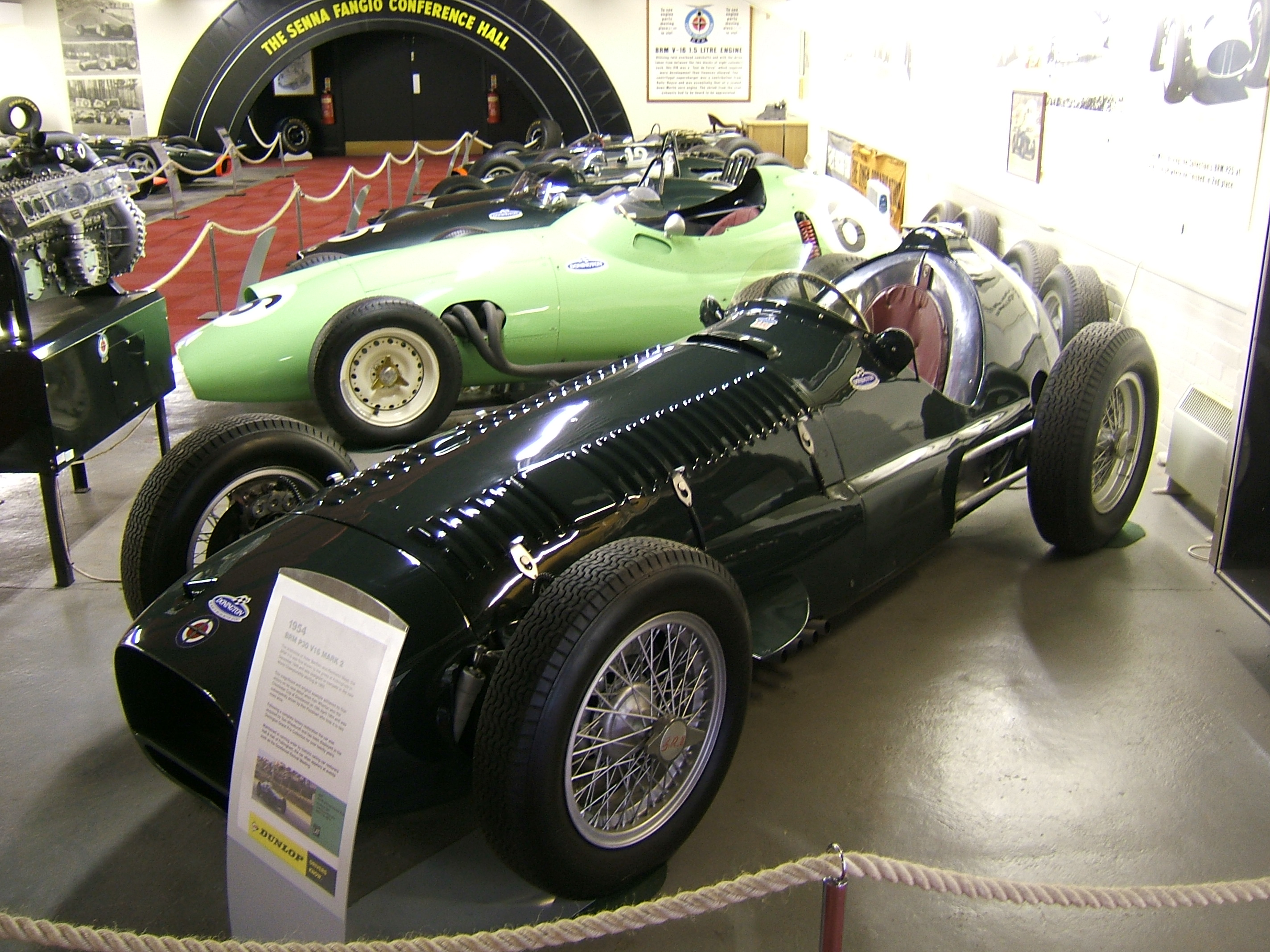
BRM Type 30

BRM Type 15 är en tävlingsbil, tillverkad av den brittiska formelbilstillverkaren BRM mellan 1950 och 1951. Den vidareutvecklade BRM Type 30 tillverkades under 1954.

## Bakgrund
Raymond Mays och Peter Berthon hade startat ERA i början av 1930-talet med målsättningen att bygga en brittisk Grand Prix-bil. ERA hade varit framgångsrik i den mindre voiturette-klassen, men efter andra världskriget påbörjade Mays och Berthon ett nytt projekt, British Racing Motors (BRM), med avsikt att ta fram en ny bil till efterkrigstidens Grand Prix racing.
Mays lyckades omvandla utvecklingen av BRM:s tävlingsbil till en fråga av nationell betydelse och snart var över etthundra företag inom den brittiska motorindustrin inkopplade som underleverantörer eller sponsorer. Samtidigt var BRM en liten organisation som saknade resurser att hålla samman ett så stort projekt. Utvecklingen kom därför att präglas av sena leveranser och dålig tillförlitlighet.

## Utveckling

### Type 15
Berthon och E G Richter tog fram en V16-motor under 1946. Enligt gällande reglemente hade den en slagvolym på 1,5 liter och överladdning. Med hela sexton cylindrar att fördela volymen på blev den mycket kortslagig och högvarvig och med vinkeln 135° mellan cylinderblocken påminde den mycket om den Alfa Romeo 162 som testats strax före krigsutbrottet, men med halva slagvolymen. Motorn var närmast två V8-motorer som kopplats samman. De dubbla kamaxlarna drevs via kugghjul i mitten av blocket. Vevaxeln hade tio stödlager. I stället för den sedvanliga Roots-kompressorn använde man sig av en centrifugalkompressor från Rolls-Royce, en förminskad version av den kompressor som suttit i Merlin-motorn. Motorn skulle ha fått bränsleinsprutning från SU, men denna var långt ifrån färdigutvecklad och därför användes till slut dubbla SU-förgasare. Redan vid de första testerna levererade motorn 400 hk, vilket var betydligt mer än konkurrenterna kunde uppvisa. Senare tävlingsmotorer var ännu starkare, men detta effektövertag visade sig inte ge några fördelar, eftersom dåtidens smala däck ändå inte kunde förmå att överföra all den effekten till banan.
Chassit påminde mycket om förkrigstidens tyska silverpilar, uppbyggt med två kraftiga ovalrör. Framvagnen hade dubbla längslänkar, precis som Auto Unions bilar. Bakvagnen hade De Dion-axel och en tvärställd växellåda sammanbyggd med differentialväxeln, precis som Mercedes-Benz W154. Bilen saknade konventionella fjädrar och stötdämpare. I stället användes pneumatiska fjäderben som arbetade enligt samma princip som landstället på ett flygplan.
Först i december 1949 stod BRM Type 15 klar. Den visades upp för allmänheten i samband med det första formel 1-loppet på Silverstone den 13 maj 1950. Den var fortfarande inte klar för tävling utan Raymond Mays nöjde sig med att köra ett par uppvisningsvarv före loppet. BRM ställde upp i ett par lopp utanför VM senare under 1950. Första tävlingen, på Silverstone den 26 augusti, slutade med fiasko då föraren Raymond Sommer bara kom ett par meter sedan han kört av en drivaxel redan i starten. Första och enda gången bilen tävlade i F1 var vid Storbritanniens Grand Prix 1951.
Inför säsongen 1952 hade flera av deltagarna dragit sig ur F1 på grund av den bistra efterkrigsekonomin, främst då de första säsongernas dominant, Alfa Romeo. I praktiken återstod endast Ferrari och BRM. När sedan BRM drog ut på sina tester inför säsongen beslutade CSI att köra VM med formel 2-bilar för att öka intresset hos andra märken. Därmed var BRM:s bilar inte längre tillåtna i Grand Prix-tävlingar och förpassades till mindre Formel Libre-lopp. Detta trista faktum fick BRM:s delägare att hoppa av en efter en, däribland Tony Vandervell som tröttnat redan tidigare och startat sitt eget Vanwall-stall. I slutet av 1952 såldes BRM till Alfred Owen, som fortsatte att tävla med bilarna samtidigt som företaget tog fram en ny generation formel 1-bilar till 1954.
Bilen hade uppdaterats inför 1952 med bland annat bättre kylning för både motor och förare. Dessutom hade bilen fått skivbromsar.

### Type 30
En av Type 15-bilarna hade förstörts vid Albi Grand Prix i maj 1953. Den byggdes upp igen till säsongen 1954 som BRM Type 30. Senare under året byggdes även en andra bil. Modellen hade kortare hjulbas och ytterligare starkare motor än företrädaren, samtidigt som vikten reducerats. Eftersom bilarna användes till kortare Formel Libre-lopp fick de mindre bränsletank. Bilarna tävlade fram till slutet av 1955.

## Tekniska data
| Tekniska data           | Type 15                                                               | Type 30                                                               |
| ----------------------- | --------------------------------------------------------------------- | --------------------------------------------------------------------- |
| Motor:                  | Frontmonterad 135° 16-cylindrig V-motor                               | Frontmonterad 135° 16-cylindrig V-motor                               |
| Cylindervolym:          | 1488 cm³                                                              | 1488 cm³                                                              |
| Borrning x slaglängd:   | 49,5 x 47,8 mm                                                        | 49,5 x 47,8 mm                                                        |
| Max effekt vid varvtal: | 525 hk vid 10 500 v/min                                               | 625 hk vid 11 500 v/min                                               |
| Ventilstyrning:         | Dubbla överliggande kamaxlar per cylinderrad, 2 ventiler per cylinder | Dubbla överliggande kamaxlar per cylinderrad, 2 ventiler per cylinder |
| Förgasare:              | 2 st SU                                                               | 2 st SU                                                               |
| Kompression:            | 6,0:1                                                                 | 6,0:1                                                                 |
| Överladdning:           | Rolls-Royce centrifugalkompressor                                     | Rolls-Royce centrifugalkompressor                                     |
| Växellåda:              | 5-växlad manuell, transaxel                                           | 5-växlad manuell, transaxel                                           |
| Hjulupphängning fram:   | Dubbla längslänkar, pneumatiska fjäderben                             | Dubbla längslänkar, pneumatiska fjäderben                             |
| Hjulupphängning bak:    | De Dion-axel, längslänkar, pneumatiska fjäderben                      | De Dion-axel, längslänkar, pneumatiska fjäderben                      |
| Bromsar:                | Hydrauliska trumbromsar                                               | Hydrauliska skivbromsar                                               |
| Chassi & kaross:        | Ovalrörsram med aluminiumkaross                                       | Ovalrörsram med aluminiumkaross                                       |
| Hjulbas:                | 249 cm                                                                | 231 cm                                                                |
| Torrvikt:               | 735 kg                                                                | 665 kg                                                                |

## Tävlingsresultat
Efter den misslyckade debuten på Silverstone i augusti 1950 gick det bättre på Goodwood, där Reg Parnell vann två lopp i september. Säsongen avslutades med ännu ett misslyckande i Spaniens Grand Prix, där bägge BRM-bilarna bröt.
Säsongen 1951 gjorde stallet endast två framträdanden. I Storbritanniens Grand Prix i juli kom Parnell in på femte plats och Peter Walker på sjunde plats. Parnell tog därmed stallets första VM-poäng och Type 15-modellens enda poäng i formel 1-sammanhang. Vid Italiens Grand Prix drabbades bilarna av problem med överhettning redan under kvalet och stallet valde att dra sig ur tävlingen.
Efter regeländringarna till säsongen 1952 körde BRM vidare med Type 15 och efterträdaren Type 30 i Formel Libre-lopp och mindre tävlingar på hemmaplan fram till slutet av 1955. Problemen med tillförlitligheten löstes och modellen vann ett flertal tävlingar. Samtidigt var konkurrensen betydligt mindre än i F1.